# Hermann Schubert
Pour les articles homonymes, voir Hermann Schubert (homonymie).
Hermann Cæsar Hannibal Schubert (né le 22 mai 1848 à Potsdam et mort le 20 juillet 1911 à Hambourg) est un mathématicien prussien, considéré comme le fondateur de la géométrie énumérative, pour laquelle il a développé des règles de dénombrement des singularités des variétés algébriques.

## Repères biographiques
Hermann Schubert étudia les mathématiques à Berlin de 1867 à 1870, puis passa sa thèse de doctorat à Halle en 1870. Il enseigna toute sa carrière en lycée, d'abord (de 1871 à 1876) à l’Andreanum de Hildesheim, où il eut entre autres pour élève Adolf Hurwitz, qu'il recommanda auprès de Felix Klein, puis jusqu’à sa retraite (en 1908) à l'école d'érudition Saint-Jean de Hambourg.
C'est en développant des méthodes imaginées par Michel Chasles qu'il formula, parallèlement à un élève de Chasles (Hieronymus Georg Zeuthen), les règles de dénombrement des singularités en géométrie algébrique (d'où le titre de son livre publié en 1879), aussi appelé calcul de Schubert. La justification rigoureuse des méthodes de ce calcul fait l'objet du quinzième des problèmes de Hilbert (présentés lors du congrès international des mathématiciens de 1900), résolu par van der Waerden en 1930. Schubert écrivit aussi un livre de récréations mathématiques, Mathematischen Mußestunden.

## Œuvres
- Kalkül der abzählenden Geometrie, Teubner, Leipzig 1879
- Mathematische Mußestunden 1897, de Gruyter 1941, 1953 (révisé par F.Fitting)

## Source
- (de) Cet article est partiellement ou en totalité issu de l’article de Wikipédia en allemand intitulé « Hermann Cäsar Hannibal Schubert » (voir la liste des auteurs).